# Ентоні Валенсія
Ентоні Валенсія (ісп. Anthony Valencia, нар. 21 липня 2003, Гуаякіль) — еквадорський футболіст, захисник бельгійського клубу «Антверпен».
Виступав, зокрема, за клуб «Індепендьєнте дель Вальє».

## Ігрова кар'єра
Народився 21 липня 2003 року в місті Гуаякіль.
У дорослому футболі дебютував 2022 року виступами за команду «Індепендьєнте дель Вальє», в якій провів один сезон, взявши участь у 2 матчах чемпіонату. 
До складу клубу «Антверпен» приєднався 2023 року. Станом на 4 жовтня 2023 року відіграв за команду з Антверпена 17 матчів в національному чемпіонаті.